# Neubrandenburg
Neubrandenburg er en by og kommune i det nordøstlige Tyskland med omkring 70.000 indbyggere[kilde mangler], beliggende i delstaten Mecklenburg-Vorpommern. Byen ligger i den sydøstlige del af delstaten ved søen Tollensesee. Siden 2011 har Neubrandenburg været administrationsby for Landkreis Mecklenburgische Seenplatte.

## Historie
De første indbyggere på stedet var præmonstratensermunke i et kloster ved bredden af Tollensesee (ca. 1240). Selve byen Neubrandenburg blev grundlagt i 1248, da markgreven af Brandenburg valgte at bygge en by i de nordlige dele af sit len. I 1292 blev byen og det omkringliggende område en del af Mecklenburg.
Byen blomstrede som et handelscentrum frem til trediveårskrigen (1618–1648).Gustav Adolfs svenske hær belejrede og indtog byen, men den blev generobret af den katolske liga i 1631. Der findes mange rapporter, som siger, at de katolske styrker slog mange af de svenske og skotske soldater ihjel, efter at de havde overgivet sig. Senere, ifølge den skotske lykkeridder Robert Munro, skal svenskerne have gjort det samme, da de uden nåde tog livet af overlevende med råbet «Neubrandenburg!». Byen spillede derfor en rolle i yderligere at brutalisere en af historiens allerede mest brutale krige.
Under anden verdenskrig lå der en stor krigsfangelejr kaldt Stalag II-A nær byen. I 1945, få dage før afslutningen af krigen, ødelagde en storbrand 80 % af den gamle bydel. Siden da er de fleste vigtige historiske bygninger blevet genrejst.